# Trice-Inseln
Die Trice-Inseln sind eine Gruppe kleiner und vereister westantarktischer Inseln. Sie liegen vor der Südküste der Thurston-Insel in der Einfahrt vom Peacock-Sund in die Schwartz Cove westlich des Evans Point und ragen allgemein über das Niveau des sie umgebenden Abbot-Schelfeis hinaus.
Kartiert wurden die Inseln anhand von Luftaufnahmen der US-amerikanischen Operation Highjump (1946–1947). Das Advisory Committee on Antarctic Names benannte sie 1968 nach dem US-amerikanischen Meteorologen Jack Lynn Trice (1936–2008), der zwischen 1964 und 1965 auf der Byrd-Station tätig war.